# Société européenne de propulsion
La Société européenne de propulsion ou SEP est le nom d'une ancienne société française incorporée au groupe Safran. Ses activités principales concernent la propulsion par moteur-fusée, les mécanismes pour satellites, et les matériaux thermo-structuraux (notamment composites carbone-carbone).

## Historique
La SEP est créée en 1969 par la fusion de la Société d'études de la propulsion par réaction (SEPR) et de la division Engins Espace de la SNECMA. S'y adjoignent en 1971 les activités industrielles du Laboratoire de recherches balistiques et aérodynamiques (LRBA) du ministère de la défense à Vernon, qui avait développé la propulsion de la fusée Véronique.
La SEP est incorporée en 1997 à la société Snecma, jusque-là son actionnaire principal avec l'État français, sous la forme d'une division (« SEP Division de SNECMA »). Elle disparaît en tant que telle lors de la transformation de la Snecma en holding. Ses activités sont alors distribuées dans les sociétés Snecma Moteurs (petite et grosse propulsions liquides et équipements satellites) et Snecma Propulsion Solide (moteurs à propergols solides, matériaux composites). Lors de la fusion des groupes Snecma et SAGEM, Snecma Moteurs reprend son nom de Snecma. En 2012, Snecma Propulsion Solide fusionne avec le fabricant de propergol solide SNPE Matériaux énergétiques pour constituer la société Herakles.
La société (Siren 692-023-278) a été immatriculée au registre du commerce le 28 mai 1969 et radiée le 2 décembre 1997.

## Sites
Les activités de la SEP étaient implantées sur quatre sites :
- Vernon : grosse propulsion liquide
- Melun-Villaroche : petite propulsion et équipements satellites
- Le Haillan (Gironde) : propulsion solide et matériaux thermo-structuraux
- Istres (Bouches-du-Rhône) : bancs d‘essais

Le site de Villaroche a été fermé en 2006. Les activités de mécanismes pour satellites ont été cédées à la société Oerlikon Contraves. Les activités de propulsion de satellites ont été déplacées sur le site de Vernon.

## Principales productions

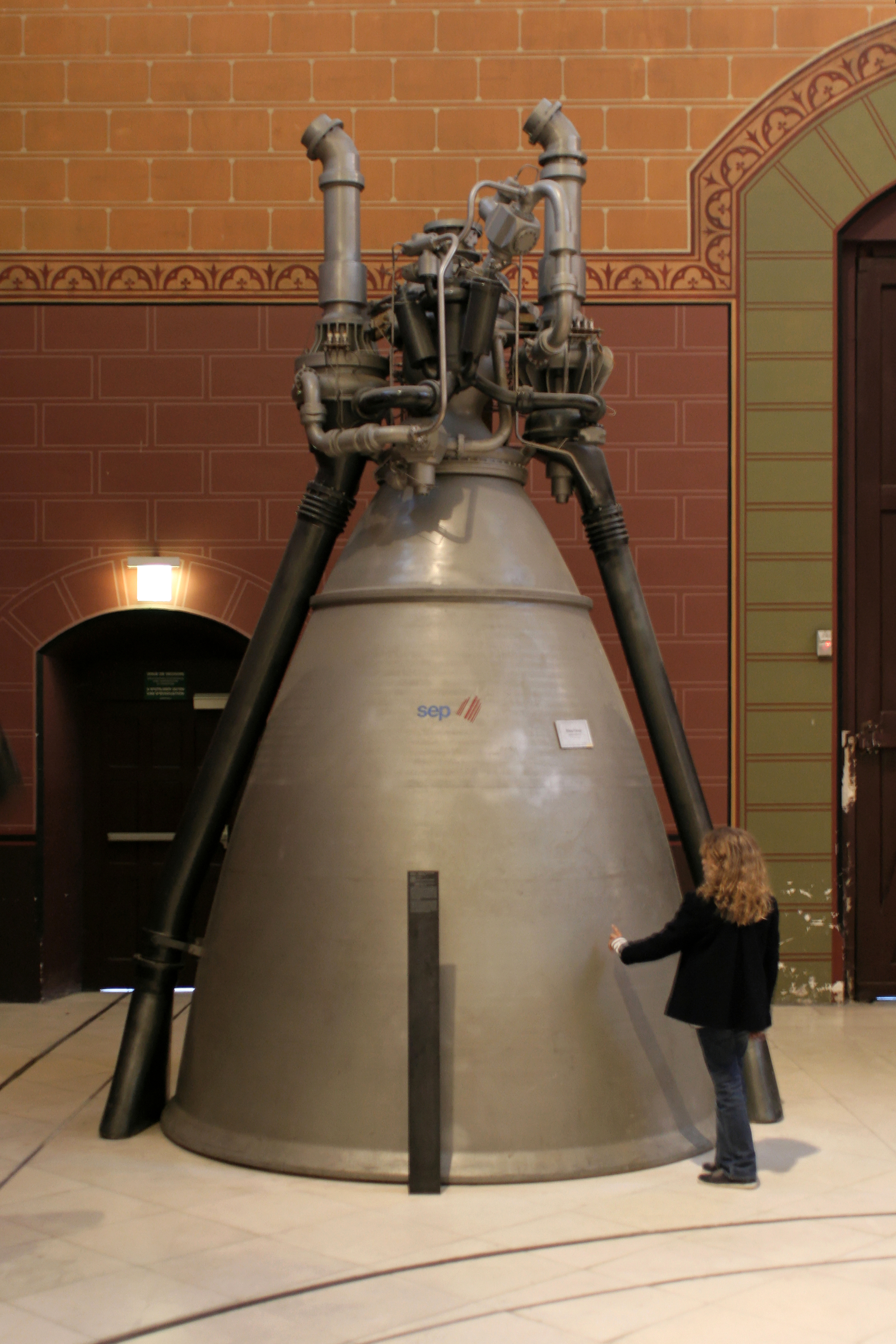
Maquette de la première version du moteur Vulcain.

- Moteurs-fusées SEPR pour avion de chasse (Dassault Mirage III)
- Moteurs-fusées à ergols liquides :
  - Moteurs Viking (fusées Ariane 1 à Ariane 4)
  - Moteurs HM-7 (fusées Ariane 1 à Ariane 5)
  - Moteurs Vulcain (fusée Ariane 5)
  - Moteurs Vinci (fusée Ariane 6)
- Moteurs-fusées à ergols solides :
  - Étages d'accélération à poudre via la coentreprise Europropulsion (fusée Ariane 5)
  - Moteur P80 du lanceur Vega
  - Moteurs de la plupart des missiles balistiques et tactiques français, notamment du M51 via le GIE G2P
- Moteurs-fusées ioniques :

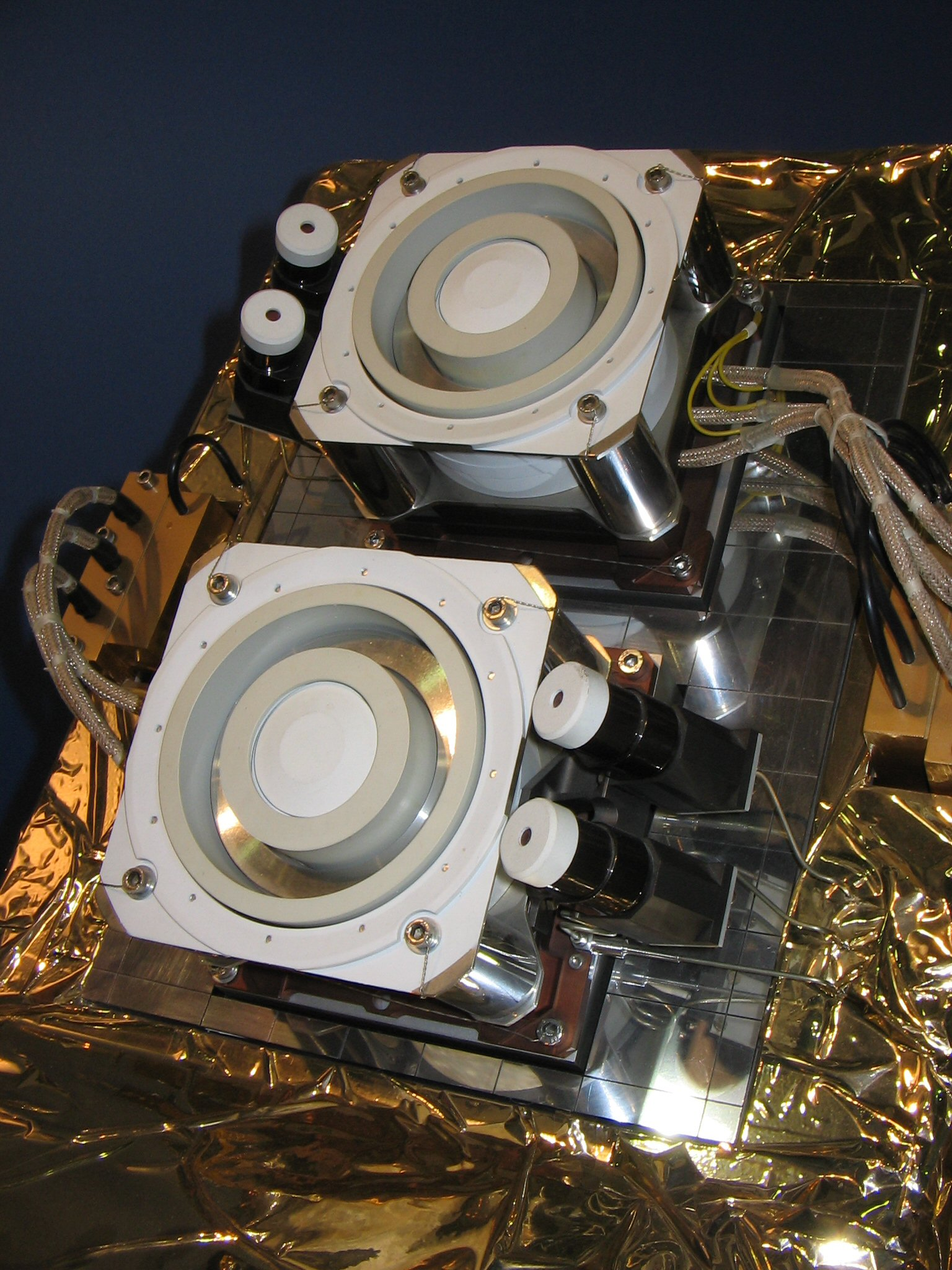
Deux Snecma PPS 1350 au Salon du Bourget 2007

- - Moteurs PPS-1350 (Sonde SMART-1 notamment)
- Divergents de tuyères de moteurs-fusées et turboréacteurs
  - Moteur M88 du Rafale
  - Moteur Vinci
  - Moteur RL-10-B2 du lanceur américain Delta IV
- Développement de matériaux composites carbone-carbone pour systèmes de freinage Sepcarb (trains d'atterrissage, Formule 1...) : activité désormais sous la responsabilité de la société Safran Landing Systems